# Acriopsis gracilis
Acriopsis gracilis är en orkidéart som beskrevs av Minderh. och De Vogel. Acriopsis gracilis ingår i släktet Acriopsis och familjen orkidéer. Inga underarter finns listade i Catalogue of Life.